# Hoquei sobre gel als Jocs Olímpics d'hivern de 1988
Als Jocs Olímpics d'Hivern de 1988 celebrats a la ciutat de Calgary (Canadà) es disputà una prova d'hoquei sobre gel en categoria masculina. La competició tingué lloc entre els dies 13 i 28 de febrer de 1988 entre les instal·lacions de l'Olympic Saddledome, així com a les seus de Stampede Corral i Father David Bauer Olympic Arena. Hi participaren un total de 266 jugadors de 22 comitès nacionals olímpics.

## Resum de medalles
| Prova            | Or | Argent | Bronze |
| Hoquei sobre gel | Unió Soviètica Sergey Mylnikov · Ilya Byakin · Igor Stelnov · Slava Fetisov · Aleksey Gusarov · Aleksey Kasatonov · Sergey Starikov · Vyacheslav Bykov · Sergey Yashin · Valery Kamensky · Sergey Svetlov · Aleksandr Chernykh · Andrey Khomutov · Igor Larionov · Andrey Lomakin · Serguei Makàrov · Aleksandr Mogilny · Anatoly Semyonov · Aleksandr Kozhevnikov · Igor Kravchuk · Vladimir Krutov | Finlàndia Jarmo Myllys · Jukka Tammi · Timo Blomqvist · Kari Eloranta · Jyrki Lumme · Jukka Virtanen · Arto Ruotanen · Reijo Ruotsalainen · Simo Saarinen · Kai Suikkanen · Raimo Helminen · Iiro Järvi · Esa Keskinen · Erkki Laine · Kari Laitinen · Erkki Lehtonen · Reijo Mikkolainen · Janne Ojanen · Timo Susi · Pekka Tuomisto · Teppo Numminen · Jari Torkki | Suècia Peter Lindmark · Peter Åslin · Peter Andersson · Anders Eldebrink · Lars Ivarsson · Lars Karlsson · Mats Kihlström · Tommy Samuelsson · Mikael Andersson · Bo Berglund · Jonas Bergkvist · Peter Eriksson · Michael Hjälm · Mikael Johansson · Lars Molin · Lars-Gunnar Pettersson · Thomas Rundqvist · Ulf Sandström · Håkan Södergren · Jens Öhling · Thomas Eriksson · Thom Eklund |

## Medaller
| Posició | País           | Or | Argent | Bronze | Total |
| 1       | Unió Soviètica | 1  | 0      | 0      | 1     |
| 2       | Finlàndia      | 0  | 1      | 0      | 1     |
| 3       | Suècia         | 0  | 0      | 1      | 1     |
|         |                |    |        |        |       |
| Total   | Total          | 1  | 1      | 1      | 3     |

## Resultats

### Primera fase

#### Grup A
| Equip     | Pts. | J | G | E | P | GF | GC | Dif.             |
| --------- | ---- | - | - | - | - | -- | -- | ---------------- |
| Finlàndia | 7    | 5 | 3 | 1 | 1 | 22 | 8  | 3-3 SUE, 3-1 CAN |
| Suècia    | 7    | 5 | 2 | 3 | 0 | 23 | 10 | 3-3 FIN, 2-2 CAN |
| Canadà    | 7    | 5 | 3 | 1 | 1 | 17 | 12 | 2-2 SUE 1-3 FIN  |
| Suïssa    | 6    | 5 | 3 | 0 | 2 | 19 | 10 |                  |
| Polònia   | 1    | 5 | 0 | 1 | 4 | 3  | 13 |                  |
| França    | 0    | 5 | 0 | 0 | 5 | 10 | 41 |                  |

| 14 de febrer | Suècia    | 13-2 (1-1, 9-1, 3-0) | França    |
| 14 de febrer | Canadà    | 1-0 (1-0, 0-0, 0-0)  | Polònia   |
| 14 de febrer | Finlàndia | 1-2 (0-2, 0-0, 1-0)  | Suïssa    |
| 16 de febrer | Suècia    | 1-1 (0-0, 1-1, 0-0)  | Polònia   |
| 16 de febrer | Canadà    | 4-2 (0-0, 1-1, 3-1)  | Suïssa    |
| 16 de febrer | Finlàndia | 10-1 (4-0, 4-0, 2-1) | França    |
| 18 de febrer | Polònia   | 6-2 (1-0, 1-0, 4-2)  | França    |
| 18 de febrer | Suècia    | 4-2 (3-0, 1-1, 0-1)  | Suïssa    |
| 18 de febrer | Canadà    | 1-3 (0-3, 1-0, 0-0)  | Finlàndia |
| 20 de febrer | Suècia    | 3-3 (1-0, 2-2, 0-1)  | Finlàndia |
| 20 de febrer | Canadà    | 9-5 (7-3, 0-1, 2-1)  | França    |
| 20 de febrer | Suïssa    | 4-1 (4-0, 0-0, 0-1)  | Polònia   |
| 22 de febrer | Finlàndia | 5-1 (1-1, 2-0, 2-0)  | Polònia   |
| 22 de febrer | Canadà    | 2-2 (1-1, 0-1, 1-0)  | Suècia    |
| 22 de febrer | Suïssa    | 9-0 (1-0, 3-0, 5-0)  | França    |

1. ↑  «Olympedia – Ice Hockey at the 1988 Winter Olympics». [Consulta: 30 desembre 2024].
2. ↑  La selecció de Polònia fou desposeïda dels punts aconseguit per la victòria després de descobrir-se el dopatge del jugador Jarosław Morawiecki per testosterona. Per la seva banda França no va rebre cap punt.

#### Grup B
| Equip          | Pts. | J | G | E | P | GF | GC | Dif.    |
| -------------- | ---- | - | - | - | - | -- | -- | ------- |
| Unió Soviètica | 10   | 5 | 5 | 0 | 0 | 32 | 10 |         |
| RFA            | 8    | 5 | 4 | 0 | 1 | 19 | 12 |         |
| Txecoslovàquia | 6    | 5 | 3 | 0 | 2 | 23 | 14 |         |
| Estats Units   | 4    | 5 | 2 | 0 | 3 | 27 | 27 |         |
| Àustria        | 1    | 5 | 0 | 1 | 4 | 12 | 29 | 4-4 NOR |
| Noruega        | 1    | 5 | 0 | 1 | 4 | 11 | 32 | 4-4 AUT |

| 13 de febrer | Txecoslovàquia | 1-2 (1-0, 0-1, 0-1)  | RFA            |
| 13 de febrer | Unió Soviètica | 5-0 (0-0, 3-0, 2-0)  | Noruega        |
| 13 de febrer | Estats Units   | 10-6 (2-1, 4-0, 4-5) | Àustria        |
| 15 de febrer | RFA            | 7-3 (2-0, 4-0, 2-1)  | Noruega        |
| 15 de febrer | Unió Soviètica | 8-1 (3-1, 5-0, 0-0)  | Àustria        |
| 15 de febrer | Txecoslovàquia | 7-5 (1-3, 2-1, 4-1)  | Estats Units   |
| 17 de febrer | RFA            | 3-1 (1-1, 1-0, 1-0)  | Àustria        |
| 17 de febrer | Txecoslovàquia | 10-1 (1-0, 5-0, 4-1) | Noruega        |
| 17 de febrer | Unió Soviètica | 7-5 (2-0, 4-2, 1-3)  | Estats Units   |
| 19 de febrer | Txecoslovàquia | 4-0 (2-0, 1-0, 1-0)  | Àustria        |
| 19 de febrer | Unió Soviètica | 6-3 (2-1, 2-1, 2-1)  | RFA            |
| 19 de febrer | Estats Units   | 6-3 (1-0, 3-2, 2-1)  | Noruega        |
| 21 de febrer | Unió Soviètica | 6-1 (2-0, 3-0, 1-1)  | Txecoslovàquia |
| 21 de febrer | Àustria        | 4-4 (1-1, 1-2, 2-1)  | Noruega        |
| 21 de febrer | RFA            | 4-1 (2-0, 0-0, 2-1)  | Estats Units   |

### Fase final

#### 11è-12è lloc
| 23 de febrer | França | 7-6 (0-2, 3-3, 3-1, 1-0) | Noruega |

#### 9è-10è lloc
| 23 de febrer | Àustria | 3-2 (0-1, 3-1, 0-0) | Polònia |

#### 7è-8è lloc
| 25 de febrer | Estats Units | 8-4 (2-1, 3-0, 3-3) | Suïssa |

#### 1r-6è lloc
Els resultats de la primera fase van ser tinguts en compte.
| Equip          | Pts. | J | G | E | P | GF | GC | Dif.    |
| -------------- | ---- | - | - | - | - | -- | -- | ------- |
| Unió Soviètica | 8    | 5 | 4 | 0 | 1 | 25 | 7  |         |
| Finlàndia      | 7    | 5 | 3 | 1 | 1 | 18 | 10 |         |
| Suècia         | 6    | 5 | 2 | 2 | 1 | 15 | 16 |         |
| Canadà         | 5    | 5 | 2 | 1 | 2 | 17 | 14 |         |
| RFA            | 2    | 5 | 1 | 0 | 4 | 8  | 26 | 2-1 TCH |
| Txecoslovàquia | 2    | 5 | 1 | 0 | 4 | 12 | 22 | 1-2 RFA |

| 24 de febrer | Finlàndia      | 8-0 (3-0, 3-0, 2-0) | RFA            |
| 24 de febrer | Suècia         | 6-2 (0-1, 3-0, 3-1) | Txecoslovàquia |
| 24 de febrer | Canadà         | 0-5 (0-0, 0-2, 0-3) | Unió Soviètica |
| 26 de febrer | Canadà         | 8-1 (1-0, 4-1, 3-0) | RFA            |
| 26 de febrer | Unió Soviètica | 7-1 (4-1, 1-0, 2-0) | Suècia         |
| 26 de febrer | Finlàndia      | 2-5 (0-1, 1-2, 1-2) | Txecoslovàquia |
| 27 de febrer | Canadà         | 6-3 (3-1, 1-2, 2-0) | Txecoslovàquia |
| 28 de febrer | Suècia         | 3-2 (0-1, 1-1, 2-0) | RFA            |
| 28 de febrer | Unió Soviètica | 1-2 (0-0, 0-1, 1-1) | Finlàndia      |